# Skoczomysz
Skoczomysz (Napaeozapus) – rodzaj ssaków z rodziny skoczomyszek (Zapodidae).

## Zasięg występowania
Rodzaj obejmuje dwa żyjące współcześnie gatunki występujące w środkowo-wschodniej Ameryce Północnej, niekiedy łączone w jeden gatunek.

## Morfologia
Długość ciała (bez ogona) 8,9–9,8 cm, długość ogona 11,5–16 cm; masa ciała 17–26 g.

## Systematyka
Rodzaj zdefiniował w 1899 roku amerykański przyrodnik Edward Alexander Preble na łamach North American Fauna. Na gatunek typowy wyznaczył (oryginalne oznaczenie) skoczomysz leśną (N. insignis). 

### Etymologia
Eozapus: gr. ναπαιος napaios ‘mający zalesioną dolinę’, od ναπη napē ‘dolina’; rodzaj Zapus Coues, 1875 (skoczomyszka).

### Podział systematyczny
Do rodzaju należą następujące gatunki:
- Napaeozapus insignis (G.S. Miller, 1891) – skoczomysz leśna
- Napaeozapus abietorum (Preble, 1899)